# Columbus (condado de Columbia, Wisconsin)
Columbus es un pueblo ubicado en el condado de Columbia en el estado estadounidense de Wisconsin. En el Censo de 2010 tenía una población de 646 habitantes y una densidad poblacional de 7,88 personas por km².

## Geografía
Columbus se encuentra ubicado en las coordenadas 43°19′36″N 89°4′40″O / 43.32667, -89.07778. Según la Oficina del Censo de los Estados Unidos, Columbus tiene una superficie total de 81.95 km², de la cual 81.55 km² corresponden a tierra firme y (0.5%) 0.41 km² es agua.

## Demografía
Según el censo de 2010, había 646 personas residiendo en Columbus. La densidad de población era de 7,88 hab./km². De los 646 habitantes, Columbus estaba compuesto por el 94.58% blancos, el 0.77% eran afroamericanos, el 0% eran amerindios, el 0.31% eran asiáticos, el 0% eran isleños del Pacífico, el 2.63% eran de otras razas y el 1.7% pertenecían a dos o más razas. Del total de la población el 4.18% eran hispanos o latinos de cualquier raza.